# Comité Político de Liberación Nacional
El Comité Político de Liberación Nacional (en griego: Πολιτική Επιτροπή Εθνικής Απελευθέρωσης, lit. 'Politiki Epitropi Ethnikis Apeleftherosis'; PEEA), comúnmente conocido como el "Gobierno de la Montaña" (en griego: Κυβέρνηση του Βουνού, romanizado: Kivernisi tou Vounou), fue un gobierno dominado por el Partido Comunista establecido en Grecia en 1944 en oposición tanto al gobierno colaboracionista controlado por Alemania en Atenas como al gobierno real en el exilio en El Cairo. Se integró con el gobierno griego en el exilio en un gobierno de unidad nacional en la conferencia del Líbano en mayo de 1944.

## Antecedentes
Ocupación de Grecia, Resistencia griega

## Establecimiento

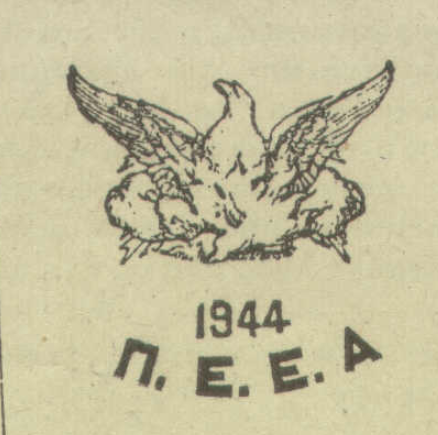
escudo

El CPLN fue establecido el 10 de marzo de 1944 por el movimiento izquierdista Frente de Liberación Nacional (EAM)/ Ejército Popular de Liberación Griego (ELAS), que entonces controlaba gran parte del país. Sus objetivos, según su carta fundacional, eran "intensificar la lucha contra los conquistadores... por la plena liberación nacional, por la consolidación de la independencia y la integridad de nuestro país (...) y por la aniquilación del fascismo interno". y formaciones armadas traidoras".
La autoridad de la PEEA se reforzó significativamente después del establecimiento del Consejo Nacional ( en griego: Εθνικό Συμβούλιο ) en 1944. El Consejo Nacional era una asamblea elegida mediante elecciones secretas organizadas por la PEEA a finales de abril de 1944 tanto en las partes liberadas de Grecia como en las ciudades aún ocupadas, principalmente Atenas. En estas elecciones votaron entre 1,5 y 1,8 millones de griegos, y se caracterizan porque por primera vez en Grecia se permitió votar a las mujeres. El Consejo se reunió por primera vez en Koryschades, un pueblo de montaña de Evrytania, del 14 al 27 de mayo de 1944. Su acto principal fue la votación de una resolución, de la cual se cita un extracto:

"Cláusulas generales

El Consejo Nacional, compuesto por representantes de todo el pueblo griego, que se reunieron para declarar su indiscutible voluntad de luchar hasta el final por la liberación del país, la destrucción del fascismo y el restablecimiento de su unidad nacional. y la soberanía popular, dispuesta a determinar la forma en que se ejercen todas las autoridades en Resistencia griega#El establecimiento de Grecia libre, vota:
- Artículo 1: Ratifica la carta constitutiva del Comité Político de Liberación Nacional del 10 de marzo de 1944.
- Artículo 2: Todos los poderes derivan del pueblo y son ejercidos por el pueblo. La autoadministración y la judicatura popular son instituciones fundamentales de la vida pública de los griegos.
- Artículo 3: El Consejo Nacional es el instrumento supremo de la soberanía popular. El PEEA posee todas las facultades determinadas en este decreto.
- Artículo 4: Las libertades del Pueblo son sagradas e inviolables. La nación en dificultades los protegerá de cualquier amenaza, sin importar de dónde vengan.
- Artículo 5: Todos los griegos, hombres y mujeres, tienen iguales derechos políticos y civiles.
- Artículo 6: El empleo es una función social fundamental y genera derechos para el disfrute de los bienes de la vida.
- Artículo 7: La lengua popular es la lengua formal para todas las manifestaciones de la vida pública y para todos los grados educativos."

El primer presidente del CPLN fue Evripidis Bakirtzis, exlíder de Liberación Nacional y Social (EKKA). El 18 de abril Alexandros Svolos, destacado profesor de derecho constitucional de la Universidad de Atenas, tomó su cargo y Bakirtzis pasó a ser vicepresidente. En el CPLN participaron no sólo líderes comunistas, sino también muchos burgueses progresistas, que no tenían nada que ver con las ideas comunistas.
ELAS no sólo resistió a las fuerzas de ocupación alemanas e italianas sino que también reorganizó la vida en la Grecia libre, las zonas montañosas (es decir, la mayor parte de Grecia) que controlaba. El EAM, con la coordinación y organización del PEEA, ayudó a la población local a organizar escuelas, hospitalizar a refugiados de las grandes ciudades y proteger las cosechas del saqueo alemán. Actores y músicos aficionados crearon teatros y bandas itinerantes, algo que la mayoría de las comunidades rurales nunca habían visto ni oído antes. Otro logro de ELAS (debido en parte a las ideas progresistas y en parte a la falta de hombres) fue promover los derechos de las mujeres. Las jóvenes, que hasta entonces trabajaban en casa o en el campo, tuvieron la oportunidad de educarse y expresarse. También se improvisaron telecomunicaciones, ya sea mediante líneas telefónicas o mediante mensajeros, y sistemas de redistribución de los recursos alimentarios, para que ninguna aldea muriera de hambre.

## Gabinete del Gobierno de montaña

### Gobierno interino
| Ministro | Ministro            | portafolio                                     | Partido                        | Fecha                                   |
| -------- | ------------------- | ---------------------------------------------- | ------------------------------ | --------------------------------------- |
|          | Evripidis Bakirtzis | Presidente secretario de relaciones exteriores | Partido comunista              | 10 de marzo de 1944-18 de abril de 1944 |
|          | Evripidis Bakirtzis | Secretario de Asuntos Militares                | Independiente                  | 10 de marzo de 1944-18 de abril de 1944 |
|          | Georgios Siantos    | secretario del interior                        | Partido comunista              | 10 de marzo de 1944-18 de abril de 1944 |
|          | Ilias Tsirimokos    | secretario de justicia                         | Unión de la Democracia Popular | 10 de marzo de 1944-18 de abril de 1944 |
|          | Kostas Gavriilidis  | secretario de agricultura                      | Partido Agrícola               | 10 de marzo de 1944-18 de abril de 1944 |

| Oficina                                                 | Titular              |  | Partido                        | fechas                                      |
| ------------------------------------------------------- | -------------------- |  | ------------------------------ | ------------------------------------------- |
| Presidente del gabinete                                 | Alexandros Svolos    |  | Unión de la Democracia Popular | 18 de abril - 2 de septiembre de 1944       |
| Vicepresidente de Gabinete y Secretario de Alimentación | Evripidis Bakirtzis  |  | Partido Comunista de Grecia    | 18 de abril - 2 de septiembre de 1944       |
| secretario de justicia                                  | Ilias Tsirimokos     |  | Unión de la Democracia Popular | 18 de abril de 1944-2 de septiembre de 1944 |
| secretario del interior                                 | Georgios Siantos     |  | Partido Comunista de Grecia    | 18 de abril de 1944-2 de septiembre de 1944 |
| Secretario de Asuntos Militares                         | Manolis Mantakas     |  | Independiente                  | 18 de abril - 2 de septiembre de 1944       |
| secretario de transporte                                | Nikolaos Askoutsis   |  | Partido Comunista de Grecia    | 18 de abril - 2 de septiembre de 1944       |
| secretario de finanzas                                  | Angelos Angelopoulos |  | Independiente                  | 18 de abril - 2 de septiembre de 1944       |
| secretaria de bienestar social                          | Petros Kokkalis      |  | Independiente                  | 18 de abril - 2 de septiembre de 1944       |
| secretario de agricultura                               | Kostas Gavriilidis   |  | Partido Agrícola de Grecia     | 18 de abril - 2 de septiembre de 1944       |
| Secretario de Economía Nacional                         | Stamatis Hatzibeis   |  | Independiente                  | 18 de abril - 2 de septiembre de 1944       |